# Tropaeolum majus
Tropaeolum majus (condurul-doamnei; alte nume: caneluță, colțunaș, conduraș, nemțoaică, năsturaș, bobidragi) este o specie de plante cu flori din familia Tropaeolaceae, originară din  America de Sud din zona Munților Anzi fiind întâlnită din Bolivia până în Columbia. Își are probabil originile în specii precum T. minus, T. moritzianum, T. peltophorum și T. peregrinum.

## Descriere
Este o plantă anuală agățătoare, care ajunge în înălțime până la 2 m. Frunzele sunt mari, aproape circulare, având un diametru de 3–15 cm, de culoare verde închis deasupra, verde deschis dedesubt; frunzele au limbul aproape rotund, susținute de pețioluri lungi. Florile sunt galbene, roșii sau portocalii, asimetrice si frumos pintenate. În locuri însorite se înalță deasupra frunzelor, pe când la umbră rămân sub ele. Înflorește mai abundent într-un sol sărac, nisipos, solul prea bogat favorizând dezvoltarea frunzelor în detrimentul florilor. Înflorește din iunie până în octombrie. Florile au un diametrul de 2,5–6 cm, cu câte 5 petale, 8 stamine („Florile din gradina mea” - Elena Selaru, 1975, Bucuresti, Editura "Ceres"). Fructul are 2 cm lungime, este tri-segmentat, fiecare segment cuprinzând o sămânță de 1–1,5 cm lungime.

## Cultivare și folosință
Este des cultivată, atât ca plantă ornamentală, cât și ca plantă medicinală. Este cultivată în România ca plantă ornamentală, în grădini.
Condurașii sunt cultivați în scop decorativ. De asemenea, pot fi folosite frunzele și fructele în scop culinar. Frunzele pot fi folosite în salate, având un gust piperat. Semințele sunt de asemenea comestibile și pot fi folosite ca substitut pentru capere.

## Galerie

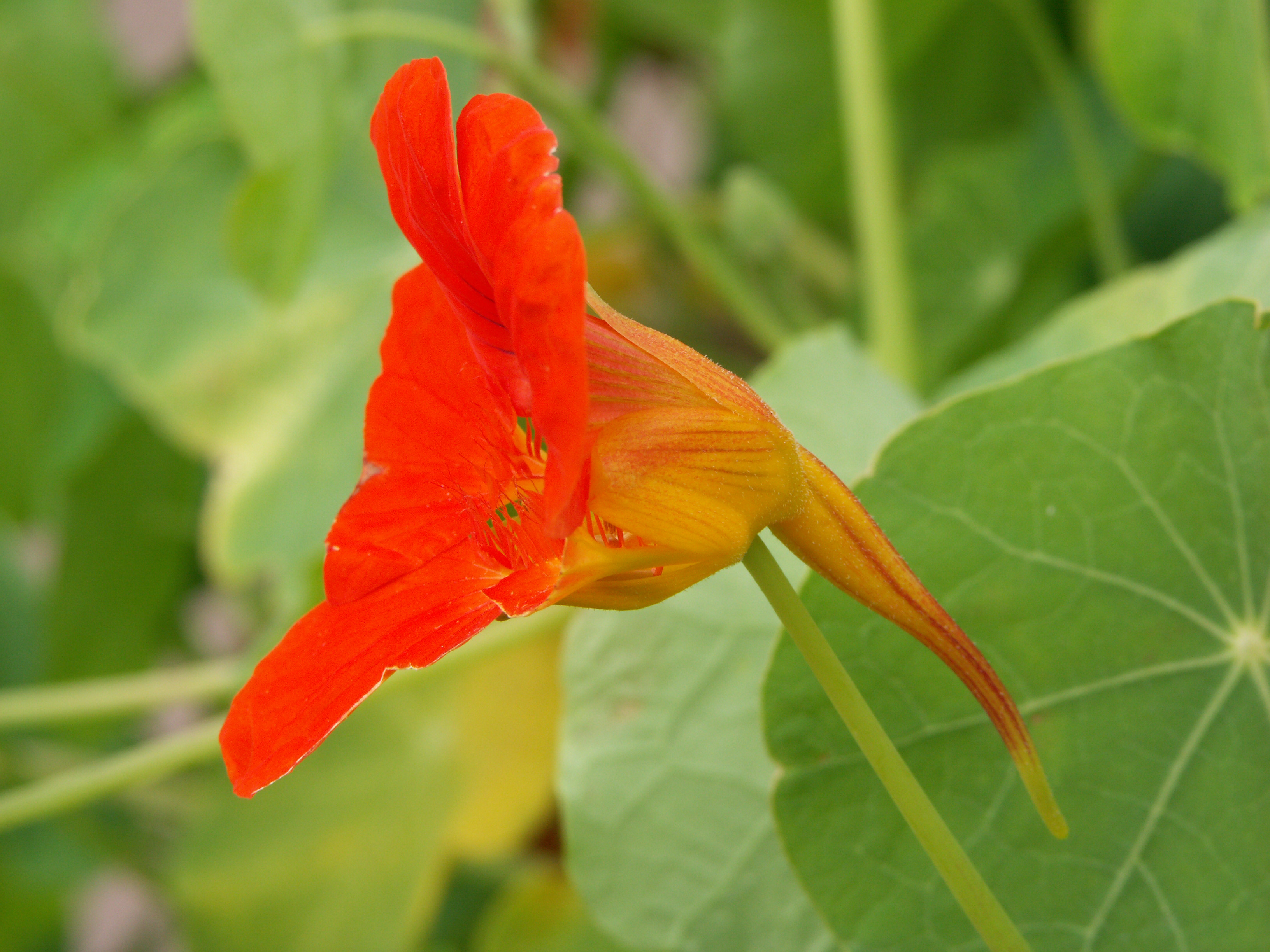
Floare de conduraș
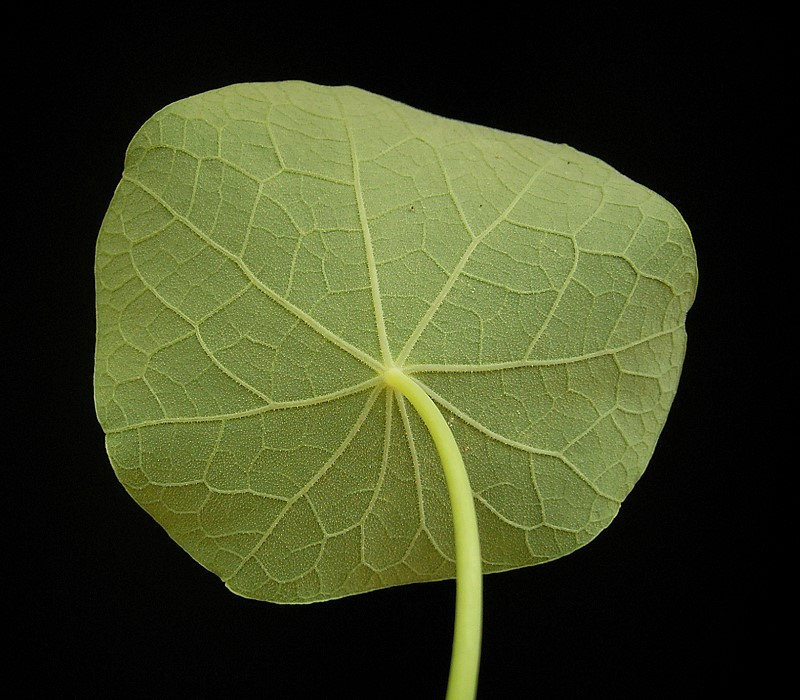
Dedesuptul unei frunze
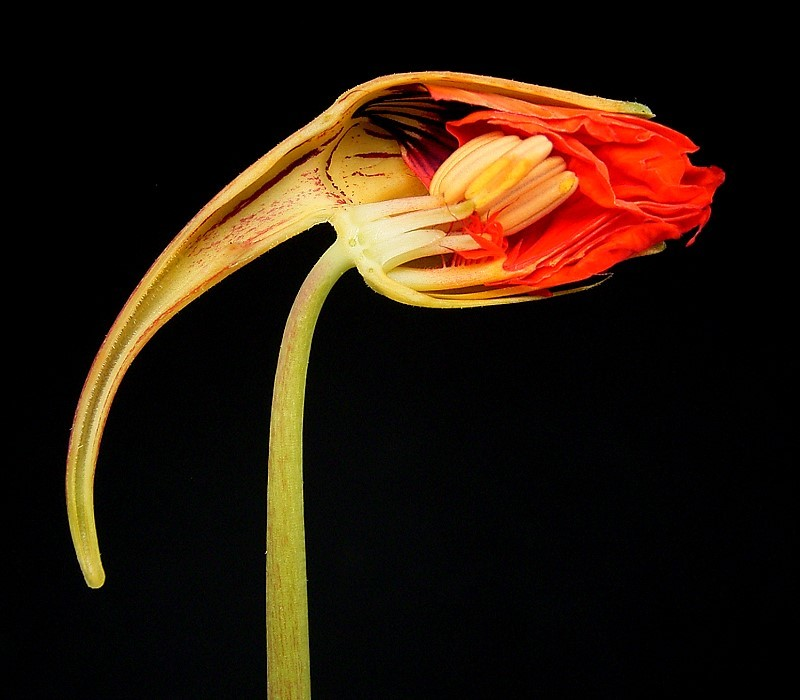
Floare taiata pentru a se vedea structura
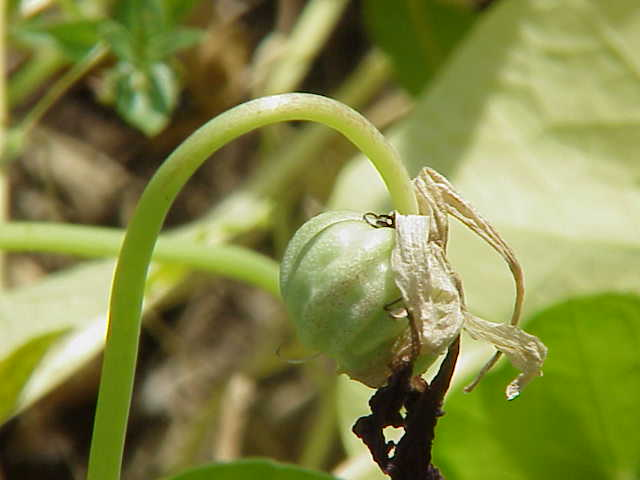
Fruct imatur

## Legături externe
Materiale media legate de Tropaeolum majus la Wikimedia Commons